# Skjelvikholmen
Skjelvikholmen est une île dans le landskap Sunnhordland du comté de Vestland. Elle appartient administrativement à Lindås.

## Géographie
Rocheuse et couverte d'arbres, elle s'étend sur environ 111 m de longueur pour une largeur approximative de 64 m. 